# Phou Kout
Phou Kout (tiếng Lào: ເມືອງພູກູດ) là một muang (mường, huyện) thuộc tỉnh Xiengkhuang ở tây bắc Lào .